# L'urlo e la furia
L'urlo e la furia (The Sound and the Fury) è un film del 1959 diretto da Martin Ritt.
È un film drammatico statunitense con Yul Brynner, Joanne Woodward e Margaret Leighton. È basato sul romanzo del 1929 L'urlo e il furore (The Sound and the Fury) di William Faulkner.

## Trama
Quando Caddy Compson fa ritorno nella casa paterna del Mississippi, sua figlia Quentin, che ella aveva abbandonato alla nascita, è ormai una ragazza che sta completando le scuole superiori. Molte vicende si sono susseguite nella casa, e ora l'allampanata Quentin vive con gli zii Ben e Howard – figure, per motivi diversi, di poco rilievo per l'educazione della ragazza -, con lo zio acquisito Jason, con la querula madre di quest'ultimo, Caroline, e con l'anziana collaboratrice familiare Dilsey e i suoi due nipoti.
Un tempo i Compson erano fra le famiglie più in vista della contea, ma ora il loro prestigio era venuto meno, e solo il lavoro di Jason presso il negozio di Earl Snopes permetteva ai Compson di mantenersi. Quentin non si era mai sentita accolta ed amata nella casa, ed è proprio Jason – nonostante la giovane debba sostanzialmente a lui la propria crescita ed educazione - il suo nemico principale, forse perché egli tenta di inculcare alla ragazza – che si dimostra ribelle - dei sani principi d'esistenza, o perché le passa solo una piccola parte del denaro che Caddy, la madre di lei, le ha sempre fatto avere.
Quando Caddy – attualmente piuttosto spiantata - si ristabilisce nella casa esibendo i propri richiami velleitari al buon nome della famiglia (della quale peraltro si è disinteressata di fatto da un buon numero di anni), Quentin tenta invano di usare la madre appena conosciuta per rivalersi su Jason, e quest'ultimo, non insensibile all'orgoglio familiare, non manca tuttavia di far rilevare come, più del buon nome, sia stato il suo lavoro borghese a mantenere a galla, per quanto frugalmente, i Compson, cognome che egli stesso porta.
Zio Ben è ormai un disabile (e finirà recluso dopo un tentativo di omicidio), zio Howard è da tempo dedito all'alcol, e la stessa Caddy dà mostra di ritornare ai propri comportamenti dissoluti, intrecciando una relazione con Earl Snopes.
Quentin, da parte sua, è stata sedotta dal giovane Charlie Busch, di passaggio nella cittadina al seguito di un luna park itinerante, e – nonostante Jason le abbia infine rivelato di non sentirsi sentimentalmente indifferente nei confronti della sua pupilla - decide di fuggire con lui. Charles, nonostante le previe dichiarazioni d'amore, appare inizialmente restio, almeno sino a quando Quentin non gli si presenta recando con sé un'ingente somma di denaro, che la ragazza ha sottratto a Jason, e che consiste di tutti contributi finanziari che Caddy ha versato, nel corso del tempo, alla figlia, e che Jason ha puntualmente tenuto da parte per lei.
Jason rintraccia i fuggiaschi e riesce a sottoporre a Charlie un ultimatum: o fuggire col solo denaro, o fuggire con la sola Quentin, ma non con tutti e due. Charlie non tarda molto ad ammettere, di fronte a tutti, che intende fuggire col denaro. Jason si allontana. Quentin e Charles sono a tu per tu: Charlie le propone, ora che Jason è assente, di fuggire con lui e allo stesso tempo con il denaro.
Di fronte alla sfacciata ammissione di Charlie, Quentin – rinsavita e maturata – lo lascia, e ritorna nella casa avita (col denaro), pronta a passare con Jason altro tempo, in nome dei Compson.

## Produzione
Il film, diretto da Martin Ritt su una sceneggiatura di Irving Ravetch e Harriet Frank Jr. con il soggetto di William Faulkner (autore del romanzo), fu prodotto da Jerry Wald per la Twentieth Century Fox Film Corporation e girato nei 20th Century Fox Studios a Century City in California e nella Louisiana. Il titolo completo fu William Faulkner's The Sound and the Fury.

## Distribuzione
Il film fu distribuito negli Stati Uniti dal 27 marzo 1959 al cinema dalla Twentieth Century Fox con il titolo The Sound and the Fury.
Alcune delle uscite internazionali sono state:
- in Svezia il 6 aprile 1959 (Stormen och vreden)
- in Finlandia il 15 maggio 1959 (Myrsky ja raivo)
- in Danimarca il 12 novembre 1959
- in Brasile (A Fúria do Destino)
- in Spagna (El ruido y la furia)
- in Austria (Fluch des Südens)
- in Grecia (I mania tis sarkas)
- in Francia (Le bruit et la fureur)
- in Portogallo (O Grito da Fúria)
- in Italia (L'urlo e la furia)

## Critica
Secondo il Morandini "l'urlo e la furia si stemperano in una canzoncina sentimentale" mentre "l'orchestrazione degli attori è di prim'ordine".